# 大腿筋膜張筋

大腿筋膜張筋（だいたいきんまくちょうきん、英語: tensor fasciae latae muscle）は人間の腸骨の筋肉で股関節の屈曲、膝関節の伸展を行う。
上前腸骨棘から起こり、大転子の下方で脛骨外側顆に付着する腸脛靭帯で終わる。